# Igreja de Nossa Senhora do Rosário (Lajes das Flores)

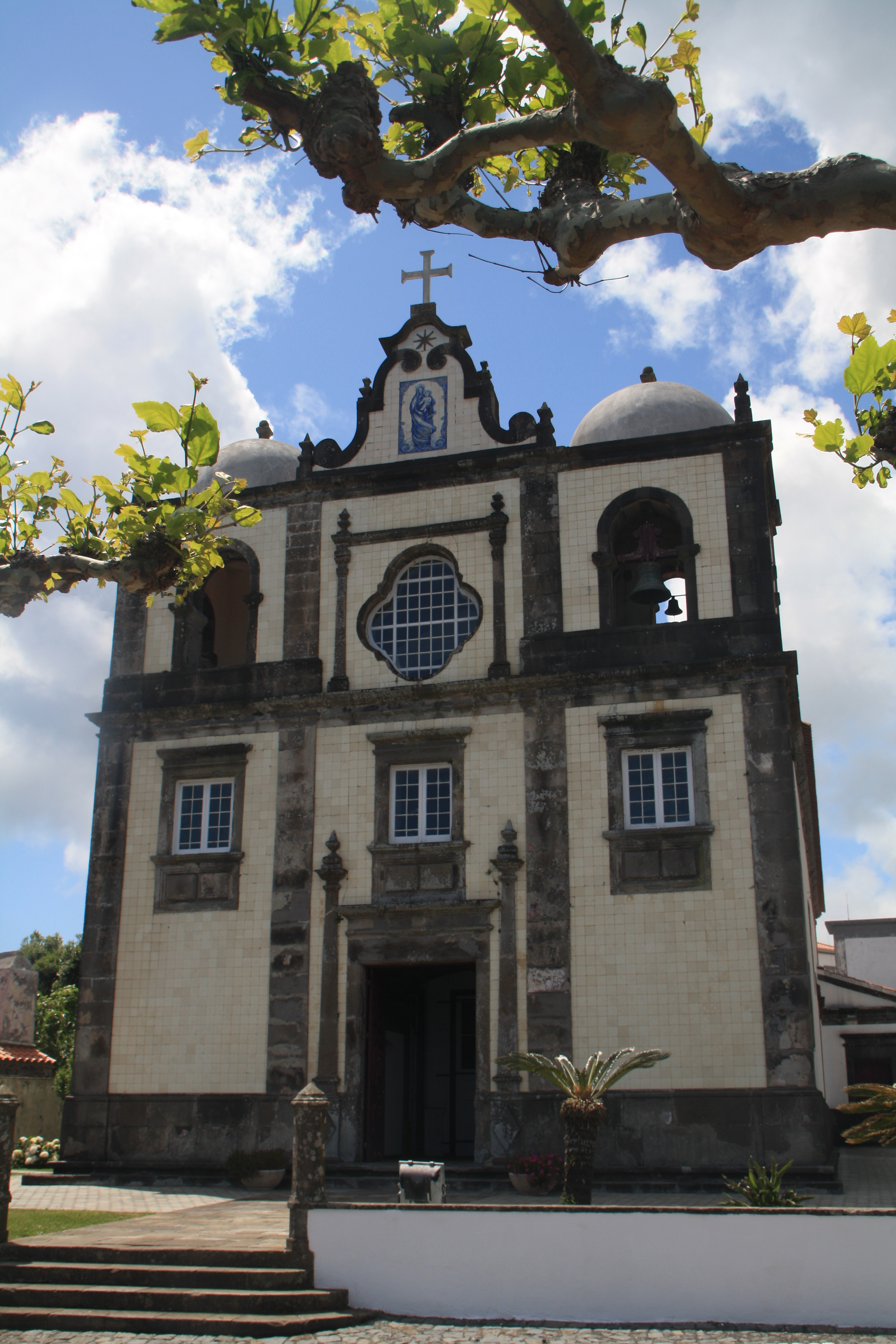
Igreja paroquial de Nossa Senhora do Rosário, no centro de Lajes das Flores.

A Igreja de Nossa Senhora do Rosário localiza-se no largo do Forte de Santo António, na vila e concelho de Lajes das Flores, na ilha das Flores, nos Açores. Constitui-se na igreja matriz da povoação. Erigida no séc. XVIII, reconstruída em meados do séc. XX, tem um património que inclui talhas e imagens de grande valor artístico.

## História
Remonta a uma primitiva ermida, sob a invocação do Espírito Santo, transferida para o local ainda no século XVI.
O atual templo foi erguido entre 1763 e 1783, com o fim de substituir a antiga matriz, cujo chão deu origem ao atual cemitério.
Foi reconstruída em meados do século XIX e, em dezembro de 1880 trabalhava-se ainda na cantaria para o arco da capela, então elevado em 1,10 metros. Data de 1883 o assentamento do retábulo principal, executado sob a direção do artista de Lisboa, Manuel d'Oliveira. O seu primeiro douramento, sobre gesso, foi executado pelo brasileiro J. Nunes Sobrinho, em 1885.
Sofreu campanhas de reparos entre 1907 e 1910, e de restauro entre 1953-1954. Em 1964 tiveram lugar diversas obras, e em 1968 procedeu-se à pintura dos altares, teto e ambão.

## Características
Apresenta planta rectangular, com 39,5 metros de comprimento por 12 de largura, com duas torres integradas.
Em seu interior, na capela-mor destaca-se um retábulo em talha revivalista pintada.